# William Hunter (anatom)
William Hunter (ur. 23 maja 1718, zm. 30 marca 1783) – szkocki lekarz fizjolog, chirurg, położnik.
William Hunter był bratem Johna Huntera. W 1768 został profesorem anatomii w Royal Academy of Arts. Był zwolennikiem porodu naturalnego i sporadycznie używał do tego celu kleszczy. Jego zbiory preparatów anatomicznych przekazano do uniwersytetu w Glasgow. Głównym dziełem Huntera był atlas The Anatomy of the Human Gravid Uterus (1774).

Anatomia uteri humani gravidi, 1774